# ライダーカップ

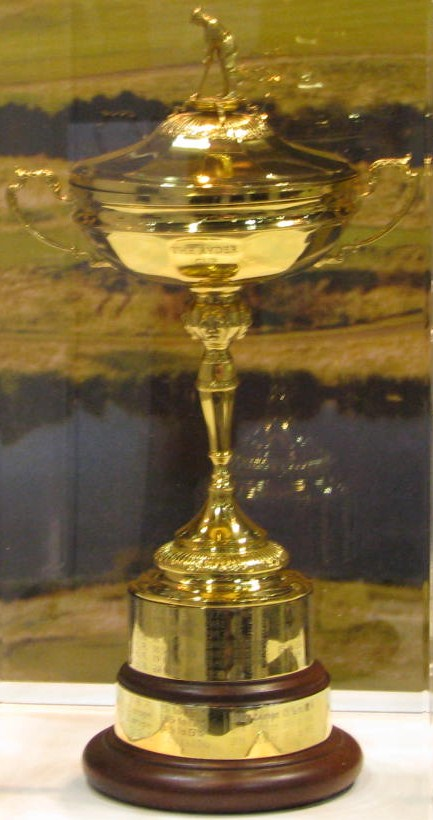
ライダーカップ

ライダーカップ（Ryder Cup）は、ゴルフのヨーロピアンツアーとアメリカツアーの代表選手による対抗戦として、2年に1度行われている団体戦の大会である。主催はライダーカップ・ヨーロッパ（PGAヨーロピアンツアーの子会社）と全米プロゴルフ協会。

## 概説
1927年、イングランドの大富豪であったサムエル・ライダー（Samuel Ryder）が提唱したことから始まった。当初は イギリス VS. アメリカの対抗戦であった。以後原則的には西暦の奇数年にヨーロッパとアメリカのホーム・アンド・アウェー方式で争われ、それぞれのツアーに所属する主力選手が出場した団体戦形式で行われる。賞金は支給されないが、メンバーに選ばれたことだけでも大変な名誉を得るといわれる。
2001年の大会はアメリカ同時多発テロ事件の影響を受けて開催中止となり、その翌年2002年に振り替えて開催され、それ以後は偶数年の実施となった。しかし2020年は新型コロナの大流行で2021年に振り替えて開催予定。それ以後は奇数年の実施となった。

## 選手の選抜方法
- 基本的にはライダーカップの行われない年（ヨーロッパはその年の9月、アメリカはその年の最初の試合）～開催年の全米プロゴルフ選手権の開催週、またはその前後までにある各ツアーの賞金ランキング加算試合を対象とし、出場選手の成績をポイントにして上位10人が自動的に出場。残り2名はキャプテン（監督的な役割）推薦となる（なお、アメリカツアーの場合はすべてのメジャー大会と開催年のすべての試合のポイントが倍となる）。
- アメリカツアーはアメリカ国内生まれのUSPGAツアー選手登録をしている者、ヨーロッパツアーはヨーロッパ各国生まれのPGAヨーロッパツアー登録をしている者のみが出場できる。

## 試合の方式
- 初日と2日目はそれぞれ2:2のチーム戦で、フォーボール（4人全員=1チーム2名がティーショットからホールアウトまでプレーし、それぞれのチームのいいスコアを採用する方式）とフォアサム（ひとつのボールを交互に打って競うマッチプレー）によって4組ずつ行う。
- 3日目（最終日）は1対1の個人戦マッチプレー方式で争われる「シングルスマッチ」を行う。
- 各試合の勝ちチームに勝ち点1、負けチームは0、引き分け0.5を加算。3日間の累計ポイント数で優勝を決める。

各大会の試合方式の変移は下記のとおり。
| Year      | Day 1                   | Day 1                   | Day 2                   | Day 2                   | Day 3            | Day 3            | Total Points |
| Year      | 朝                      | 昼                      | 朝                      | 昼                      | 朝               | 昼               | Total Points |
| --------- | ----------------------- | ----------------------- | ----------------------- | ----------------------- | ---------------- | ---------------- | ------------ |
| 1927–59   | 36ホールフォアサム4試合 | 36ホールフォアサム4試合 | 36ホールシングルス8試合 | 36ホールシングルス8試合 | –                | –                | 12           |
| 1961      | フォアサム4試合         | フォアサム4試合         | シングルス8試合         | シングルス8試合         | –                | –                | 24           |
| 1963–71   | フォアサム4試合         | フォアサム4試合         | フォアボール4試合       | フォアボール4試合       | シングルス8試合  | シングルス8試合  | 32           |
| 1973      | フォアサム4試合         | フォアボール4試合       | フォアサム4試合         | フォアボール4試合       | シングルス8試合  | シングルス8試合  | 32           |
| 1975      | フォアサム4試合         | フォアボール4試合       | フォアボール4試合       | フォアサム4試合         | シングルス8試合  | シングルス8試合  | 32           |
| 1977      | フォアサム5試合         | フォアサム5試合         | フォアボール5試合       | フォアボール5試合       | シングルス10試合 | シングルス10試合 | 20           |
| 1979–現在 | フォアサム4試合         | フォアボール4試合       | フォアサム4試合         | フォアボール4試合       | シングルス12試合 | シングルス12試合 | 28           |
| 1979–現在 | フォアボール4試合       | フォアサム4試合         | フォアボール4試合       | フォアサム4試合         | シングルス12試合 | シングルス12試合 | 28           |

## 歴代成績
| 引き分け | 引き分け |

| 年   | 勝利チーム         | スコア       | 敗戦チーム              | 開催コース                                        | 開催地                               | 英/欧キャプテン            | 米国キャプテン             |
| ---- | ------------------ | ------------ | ----------------------- | ------------------------------------------------- | ------------------------------------ | -------------------------- | -------------------------- |
| 1927 | アメリカ合衆国     | 9½–2½        | イギリス                | Worcester Country Club                            | Worcester, Massachusetts             | テッド・レイ               | ウォルター・ヘーゲン       |
| 1929 | イギリス           | 7–5          | アメリカ合衆国          | Moortown Golf Club                                | イングランド・リーズ                 | ジョージ・ダンカン         | ウォルター・ヘーゲン       |
| 1931 | アメリカ合衆国     | 9–3          | イギリス                | Scioto Country Club                               | オハイオ州コロンバス                 | Charles Whitcombe          | ウォルター・ヘーゲン       |
| 1933 | イギリス           | 6½–5½        | アメリカ合衆国          | Southport and Ainsdale Golf Club                  | イングランド・サウスポート           | ジョン・ヘンリー・タイラー | ウォルター・ヘーゲン       |
| 1935 | アメリカ合衆国     | 9–3          | イギリス                | リッジウッド・カントリークラブ                    | Paramus, New Jersey                  | Charles Whitcombe          | ウォルター・ヘーゲン       |
| 1937 | アメリカ合衆国     | 8–4          | イギリス                | Southport and Ainsdale Golf Club                  | イングランド・サウスポート           | Charles Whitcombe          | ウォルター・ヘーゲン       |
| 1947 | アメリカ合衆国     | 11–1         | イギリス                | ポートランドGC                                    | オレゴン州ポートランド               | ヘンリー・コットン         | ベン・ホーガン             |
| 1949 | アメリカ合衆国     | 7–5          | イギリス                | ガントンGC                                        | Scarborough, Yorkshire, England      | Charles Whitcombe          | ベン・ホーガン             |
| 1951 | アメリカ合衆国     | 9½–2½        | イギリス                | パインハースト・リゾートNo. 2                     | ノースカロライナ州パインハースト     | アーサー・レイシー         | サム・スニード             |
| 1953 | アメリカ合衆国     | 6½–5½        | イギリス                | Wentworth Club                                    | Virginia Water, Surrey, England      | ヘンリー・コットン         | ロイド・マングラム         |
| 1955 | アメリカ合衆国     | 8–4          | イギリス                | サンダーバードCC                                  | Rancho Mirage, California            | ダイ・リース               | チック・ハーバート         |
| 1957 | イギリス           | 7½–4½        | アメリカ合衆国          | Lindrick Golf Club                                | Rotherham, Yorkshire, England        | ダイ・リース               | ジャック・バーク・ジュニア |
| 1959 | アメリカ合衆国     | 8½–3½        | イギリス                | Eldorado Golf Club                                | カリフォルニア州インディアンウィルズ | ダイ・リース               | サム・スニード             |
| 1961 | アメリカ合衆国     | 14½–9½       | イギリス                | ロイヤル・リザム&セント・アンズGC                 | イングランド・リザムセントアンズ     | ダイ・リース               | ジェリー・バーバー         |
| 1963 | アメリカ合衆国     | 23–9         | イギリス                | イーストレイクGC                                  | ジョージア州アトランタ               | ジョン・ファロン           | アーノルド・パーマー       |
| 1965 | アメリカ合衆国     | 19½–12½      | イギリス                | ロイヤル・グレンデールGC                          | イングランド・サウスポート           | ハリー・ウィートマン       | バイロン・ネルソン         |
| 1967 | アメリカ合衆国     | 23½–8½       | イギリス                | チャンピオンズGC                                  | テキサス州ヒューストン               | ダイ・リース               | ベン・ホーガン             |
| 1969 | アメリカ合衆国 [A] | 16–16        | イギリス                | ロイヤル・グレンデールGC                          | Southport, Lancashire, England       | エリック・ブラウン         | サム・スニード             |
| 1971 | アメリカ合衆国     | 18½–13½      | イギリス                | オールド・ワーソンCC                              | ミズーリ州セントルイス               | エリック・ブラウン         | ジェイ・ハーバート         |
| 1973 | アメリカ合衆国     | 19–13        | Great Britain & Ireland | ミュアフィールド                                  | Gullane, East Lothian, Scotland      | バーナード・ハント         | ジャック・パーク・ジュニア |
| 1975 | アメリカ合衆国     | 21–11        | Great Britain & Ireland | ローレル・バレーGC                                | Ligonier, Pennsylvania               | バーナード・ハント         | アーノルド・パーマー       |
| 1977 | アメリカ合衆国     | 12½–7½       | Great Britain & Ireland | ロイヤル・リザム&セント・アンズGC                 | イングランド・リザムセントアンズ     | ブライアン・ヒューゲット   | ドウ・フィンスターワルド   |
| 1979 | アメリカ合衆国     | 17–11        | 欧州連合                | ザ・グリーンブライアー, The Greenbrier Course     | White Sulphur Springs, West Virginia | ジョン・ジェイコブス       | ビリー・キャスパー         |
| 1981 | アメリカ合衆国     | 18½–9½       | 欧州連合                | ウォルトン・ヒースGC                              | Walton-on-the-Hill, Surrey, England  | ジョン・ジェイコブス       | デーブ・マー               |
| 1983 | アメリカ合衆国     | 14½–13½      | 欧州連合                | PGAナショナルGC                                   | フロリダ州パームビーチガーデンズ     | トニー・ジャックリン       | ジャック・ニクラス         |
| 1985 | 欧州連合           | 16½–11½      | アメリカ合衆国          | The Belfry, Brabazon Course                       | Wishaw, Warwickshire, England        | トニー・ジャックリン       | リー・トレビノ             |
| 1987 | 欧州連合           | 15–13        | アメリカ合衆国          | ミュアフィールド・ヴィレッジ                      | オハイオ州ダブリン                   | トニー・ジャックリン       | ジャック・ニクラス         |
| 1989 | 欧州連合[A]        | 14–14        | アメリカ合衆国          | The Belfry, Brabazon Course                       | Wishaw, Warwickshire, England        | トニー・ジャックリン       | レイモンド・フロイド       |
| 1991 | アメリカ合衆国     | 14½–13½      | 欧州連合                | Kiawah Island Golf Resort, Ocean Course           | Kiawah Island, South Carolina        | バーナード・ギャラハー     | デイブ・ストックトン       |
| 1993 | アメリカ合衆国     | 15–13        | 欧州連合                | The Belfry, Brabazon Course                       | Wishaw, Warwickshire, England        | バーナード・ギャラハー     | トム・ワトソン             |
| 1995 | 欧州連合           | 14½–13½      | アメリカ合衆国          | オークヒルCCイーストC                             | ニューヨーク州ロチェスター           | バーナード・ギャラハー     | ラニー・ワドキンス         |
| 1997 | 欧州連合           | 14½–13½      | アメリカ合衆国          | Valderrama Golf Club                              | スペイン・ソトグランデ               | セベ・バレステロス         | トム・カイト               |
| 1999 | アメリカ合衆国     | 14½–13½      | 欧州連合                | The Country Club, Composite Course                | Brookline, Massachusetts             | マーク・ジェームズ         | ベン・クレンショー         |
| 2002 | 欧州連合           | 15½–12½      | アメリカ合衆国          | The Belfry, Brabazon Course                       | Wishaw, Warwickshire, England        | サム・トーランス           | カーティス・ストレンジ     |
| 2004 | 欧州連合           | 18½–9½       | アメリカ合衆国          | オークランドヒルズCCサウスC                       | ミシガン州ブルームフィールドヒルズ   | ベルンハルト・ランガー     | ハル・サットン             |
| 2006 | 欧州連合           | 18½–9½       | アメリカ合衆国          | K Club, Palmer Course                             | Straffan, County Kildare, Ireland    | イアン・ウーズナム         | トム・レーマン             |
| 2008 | アメリカ合衆国     | 16½–11½      | 欧州連合                | バルハラGC                                        | ケンタッキー州ルイビル               | ニック・ファルド           | ポール・エイジンガー       |
| 2010 | 欧州連合           | 14½–13½      | アメリカ合衆国          | ケルティック・マナー・リゾート, Twenty Ten Course | ウェールズ・ニューポート             | コリン・モンゴメリー       | コリー・ペイビン           |
| 2012 | 欧州連合           | 14½–13½      | アメリカ合衆国          | メダイナCCコース3                                 | イリノイ州メダイナ                   | ホセ・マリア・オラサバル   | デービス・ラブ3世          |
| 2014 | 欧州連合           | 16½–11½      | アメリカ合衆国          | Gleneagles, PGAセンテナリーコース                 | Gleneagles, Perthshire, Scotland     | ポール・マッギンリー       | トム・ワトソン             |
| 2016 | アメリカ合衆国     | 17–11        | 欧州連合                | ヘイゼルタイン・ナショナル・ゴルフクラブ          | ミネソタ州チャスカ                   | ダレン・クラーク           | デービス・ラブ3世          |
| 2018 | 欧州連合           | 17½–10½      | アメリカ合衆国          | ル・ゴルフ・ナショナル                            | フランス                             | トーマス・ビヨン           | ジム・フューリク           |
| 2020 | アメリカ           | 19–9         | 欧州連合                | ウィスリング・ストレイツ                          | ウィスコンシン州シボイガン郡         | パドレイグ・ハリントン     | スティーブ・ストリッカー   |
| 2023 | 欧州連合           | 161⁄2– 111⁄2 | アメリカ合衆国          |                                                   |                                      | ザック・ジョンソン         | ルーク・ドナルド           |

## 今後の開催地
| Year | Edition | Hosts          | Course                                        | Location                                 | Dates           | Last hosted | Ref   |
| ---- | ------- | -------------- | --------------------------------------------- | ---------------------------------------- | --------------- | ----------- | ----- |
| 2025 | 45th    | アメリカ合衆国 | ベスページブラックコース, Bethpage State Park | Farmingdale, New York, United States     | September 25–28 | n/a         | [ 4 ] |
| 2027 | 46th    | 欧州連合       | Adare Manor                                   | Adare, County Limerick, Ireland          | September 17–19 | n/a         | [ 5 ] |
| 2029 | 47th    | アメリカ合衆国 | ヘイゼルタイン・ナショナル・ゴルフクラブ      | Chaska, Minnesota, United States         |                 | 2016        | [ 4 ] |
| 2031 | 48th    | 欧州連合       | Camiral Golf & Wellness                       | Costa Brava, Catalonia, Spain            |                 | n/a         | [ 6 ] |
| 2033 | 49th    | アメリカ合衆国 | オリンピッククラブ, Lake Course               | San Francisco, California, United States |                 | n/a         | [ 4 ] |
| 2035 | 50th    | 欧州連合       | Not yet awarded                               |                                          |                 |             |       |
| 2037 | 51st    | アメリカ合衆国 | コングレッショナルゴルフクラブ, Blue Course   | Bethesda, Maryland, United States        |                 | n/a         | [ 4 ] |

## 記録

### 個人
- 最多連続出場回数：12回 フィル・ミケルソン（1995-2018）
- 最多ポイント：セルヒオ・ガルシア（28+1⁄2点）
- 最多勝利ポイント：コリン・モンゴメリー、ビリー・キャスパー、リー・トレビノ、アーノルド・パーマー、ニール・コールズ（7ポイント）
- 最年少出場：セルヒオ・ガルシア（1999年に19歳258日で出場）
- 最年長出場：レイモンド・フロイド（1993年に51歳20日で出場）

出典: 

### ホールインワン
- ピーター・バトラー（1973年）
- ニック・ファルド（1993年）
- コンスタンチノ・ロッカ（1995年）
- ハワード・クラーク（1995年）
- ポール・ケーシー（2006年）
- スコット・バープランク（2006年）

## 類似の大会
- プレジデンツカップ
- ソルハイムカップ
- レクサスカップ
- アイゼンハワートロフィー
- ウォーカーカップ
- ロイヤル・トロフィー
- ジュニアライダーカップ（本大会のジュニア版）